# Bunodosoma cavernata
Bunodosoma cavernata is een zeeanemonensoort uit de familie Actiniidae.
Bunodosoma cavernata is voor het eerst wetenschappelijk beschreven door Bosc in 1802.